# 587 هـ
587 هـ هي سنة في التقويم الهجري امتدت مقابلةً في التقويم الميلادي بين سنتي 1191 و1192.

## أحداث
- رمضان - سقوط عكا على يد الصليبيين.
- 15 شعبان - وقوع معركة أرسوف التي انهزم فيها المسلمون أمام الصليبيين.

## مواليد
- القباري (شخص)

## وفيات
- علاء الدين الكاساني، الفقيه الحنفي المشهور باسم ملك العلماء.
- ابن مغاور الشاطبي، فقيه وشاعر ووزير أندلسي.
- السهروردي المقتول فيلسوف فارسي.
- نجم الدين الخبوشاني، متصوف نايسبوري.
- عبد المنعم بن عبد الله الفراوي، فقيه ومحدث من خوارزم.
- 19 رمضان - تقي الدين عمر بن شاهنشاه، من الأمراء الأيوبيين، وابن أخ صلاح الدين الأيوبي.